# De mártires y verdugos
De mártires y verdugos es un mediometraje Documental de Escuela, realizado el 2009 en la Escuela de Cine de la Universidad de Valparaíso, que trata acerca del contexto socio político en Chile entre los años 1969-1971, centrandosé específicamente en algunos hitos como la muerte de él exministro Edmundo Pérez Zujovic y la existencia de la Vanguardia Organizada del Pueblo (VOP).
El documental se realiza principalmente a través de la inclusión de material de archivo, de acuerdo a la ley de cita en algunos casos, y en otros, con autorización de los titulares originales.
La Productora "Proyecto Documental Uno" anuncia la preproducción de una segunda parte de la película para el 2012, continuando la investigación historíca, pero ahora centrandosé en los grupos políticos en particular antes que en el contexto.
En un comunicado de prensa lanzado en enero de 2012, Los realizadores de De Mártires y Verdugos anunciaron que el estreno del largometraje documental estaría programado para una fecha Posterior a junio de 2013.
- Datos: Q5800780